# Stemmons
Stemmons è una città fantasma degli Stati Uniti d'America della contea di Dawson nello Stato del Texas.

## Geografia fisica
Stemmons si trova due miglia a nord di Lamesa, nella parte centrale della contea di Dawson.